# Sabratha (Libye)
Pour le site archéologique, voir Sabratha.
Sabratha (en arabe, صبراتة) est une ville de Libye.

## Géographie

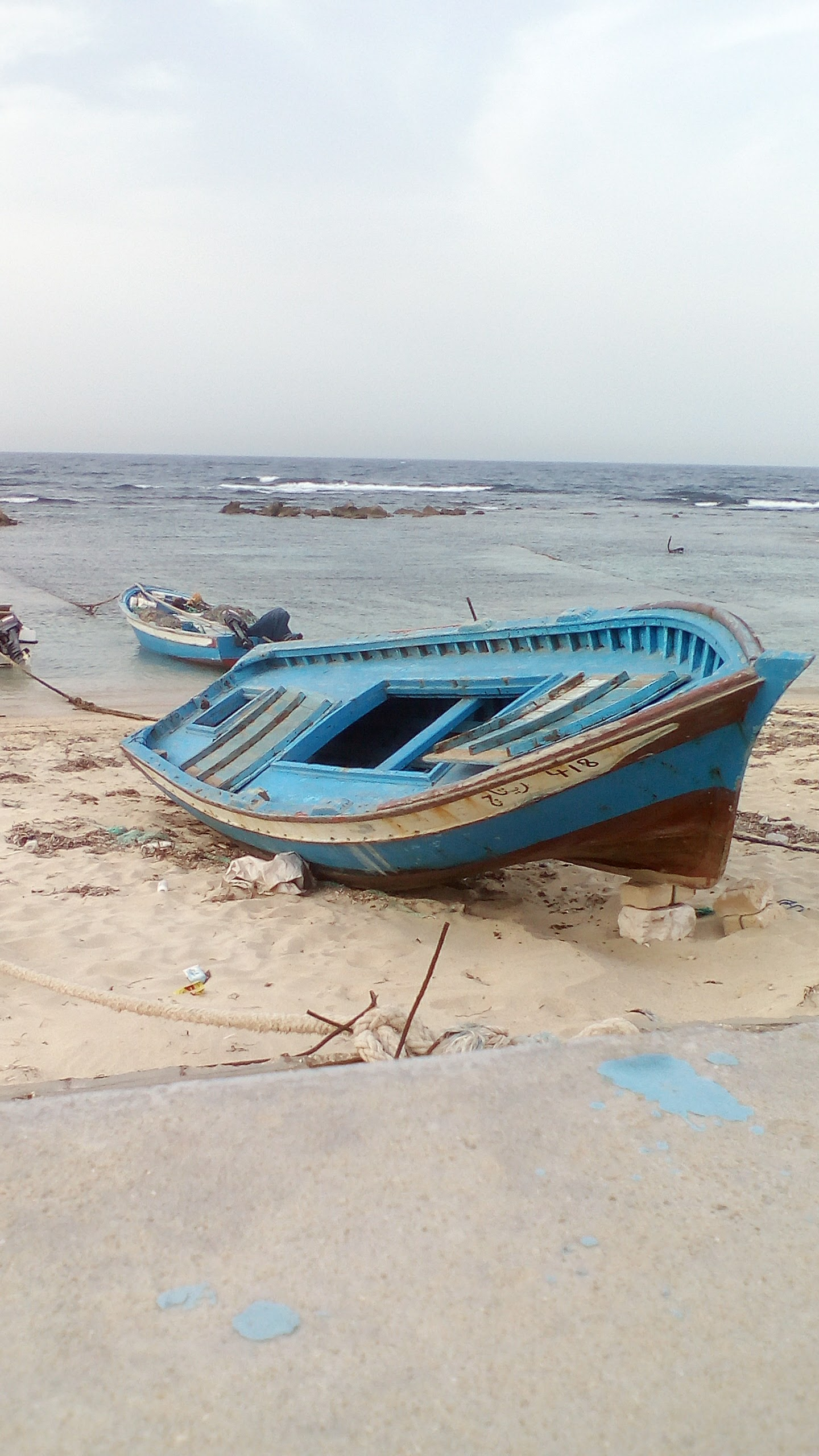
Bateau de pêche sur la plage.

### Situation
La ville est située dans le nord-ouest de la Libye, en Tripolitaine, à 70 km à l'ouest de Tripoli et à 100 km à l'est de la frontière tunisienne.

## Culture et patrimoine
La ville moderne est établie près de la cité antique du même nom dont le site est inscrit sur la liste du patrimoine mondial de l'UNESCO depuis 1982.